# Torre del Compte
Torre del Compte is een gemeente in de Spaanse provincie Teruel in de regio Aragón met een oppervlakte van 19,46 km². Torre del Compte telt 129 inwoners (1 januari 2016).

## Demografische ontwikkeling
Bron: INE, 1857-2011: volkstellingen